# Luchthaven Tamanrasset
Luchthaven Tamanrasset (IATA: TMR, ICAO: DAAT), ook bekend als Luchthaven Aguenar is een luchthaven vlak bij Tamanrasset, Algerije.

## Luchtvaartmaatschappijen en bestemmingen
- Aigle Azur - Parijs-Orly
- Air Algérie - Algiers, Constantine, Djanet, El Golea, Ghardaia, In Salah, Illizi, Oran, Ouargla, Parijs-Orly

## Ongelukken
- Air Algérie vlucht 6289, 6 maart 2003.

De Boeing 737 van Air Algérie  was op weg naar Algiers via Ghardaia. Kort na de start viel een motor uit, waarna het toestel in overtrek raakte en neerstortte op rotsachtig terrein ongeveer 1645 meter voorbij de baan. Van de 103 inzittenden overleefde slechts 1 het ongeluk.